# Гельсінгер
Гельсінгер (дан. Helsingør [hɛlseˈŋøɔ̯ˀ] , англ. Elsinore — Ельсінор) — місто на північно-східному узбережжі данського острова Зеландія. Всесвітньо відоме як місце дії п'єси Вільяма Шекспіра «Гамлет, принц данський».

## Географія
Гельсінгер є центром однойменного муніципалітету. Він з'єднаний з Гельсінборгом поромом, що курсує раз в 20 хвилин. Через місто проходить європейський автомобільний маршрут .

## Етимологія
Назва Гельсінгер походить від кореня Hals, що означає «горло», «вузьку протоку». Мається на увазі найвужче місце протоки Ересунн між данським містом Гельсінгер і шведським Гельсінборгом.

## Історія

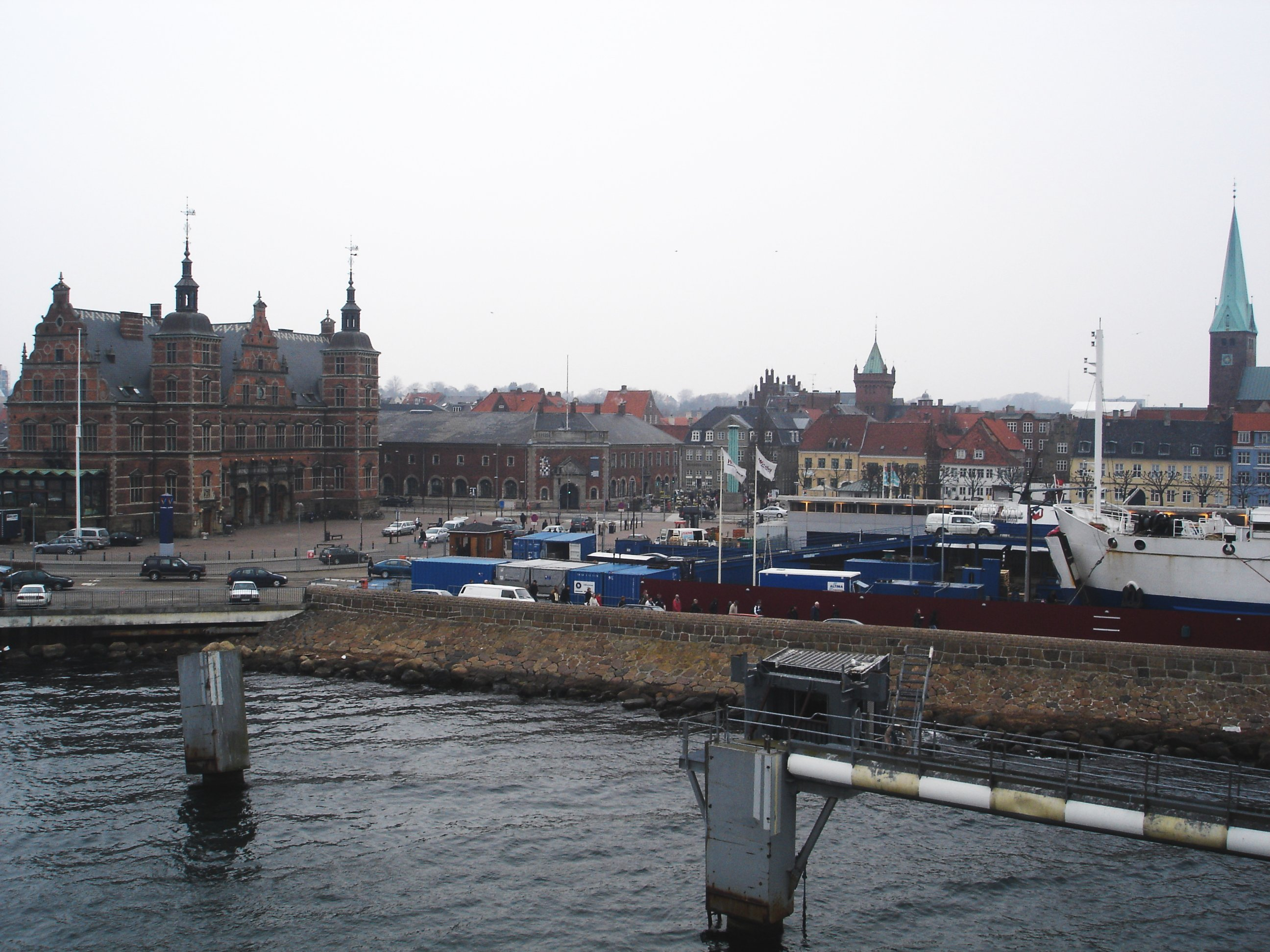
Вид на Гельсінгер з моря

Данська хроніка «Rerum Danimarcum Historica» 1631 року стверджує, що Гельсінборг існував ще в 70 р. до н. е., але це твердження дуже сумнівне. Вперше місто під назвою Helsinger був згаданий у книзі 1231 року за часів правління короля Вальдемара II. До середньовіччя тут існував ринок. У 1200 році була побудована перша церква, яку пізніше оточували кілька монастирів. На даний час збереглися лише церкви Святого Олава і Святої Марії.
Гельсінгер, що дійшов до наших днів, був заснований у 1420-і рр. данським королем Еріком Померанський. У 1429 році він побудував замок Кроген, який був розширений у 1580-і і перейменований у Кронборг.
Замок Кронборг є головною пам'яткою міста. Всередині замку і під двором кілька разів ставилося спектакль «Гамлет».

## Промисловість
Металургія; машинобудування; суднобудування; харчова, текстильна промисловість. У місті розташовані виробництва наступних компаній:
- AG Kühnle, Kopp & Kausch — компресори.

## Відомі особистості, пов'язані з Гельсінгером
- У місті народився відомий художник Еберхард Кейлі
- У 1829 р. в місті народився відомий фізик Людвіг В. Лоренц
- 1658—1667 в церкві Св. Марії працював один з найбільших німецьких композиторів XVII століття Дітріх Букстехуде

## Цікаві факти
- Місто Лейк-Ельсінорв Каліфорнії було назване на честь Гельсінгера з шекспірівського «Гамлета».
- Головна тренувальна база збірної Данії з футболу розташована в Гельсінгері.

## Міста-побратими
- Вааса (фін. Vaasa)
- Пярну (ест. Pärnu)
- Руей-Мальмезон (фр. Rueil-Malmaison)
- Сан-Ремо (італ. Sanremo)
- Уумманнак (гренл. Uummannaq)
- Харстад (норв. Harstad)